# Stanisław Małek (profesor)
Stanisław Jan Małek (ur. 24 lipca 1965 w Krakowie) – dr hab. nauk leśnych, profesor Uniwersytetu Rolniczego im. H. Kołłątaja w Krakowie, prorektor ds. Nauki i Współpracy Międzynarodowej UR, pracownik Wydziału Leśnego, specjalizujący się w ekologii lasu.

## Kariera akademicka
W latach 1984–1989 studiował na Wydziale Leśnym AR w Krakowie. Tytuł magistra inżyniera leśnictwa otrzymał w 1989 r. na podstawie pracy pt. Ocena stopnia skażenia pierwiastkami promieniotwórczymi drzewostanów bukowych w Bieszczadach, wykonanej pod kierunkiem dr hab. inż. Jana Greszty. W latach 1989–1990 był asystentem stażystą, a w latach 1990–1994 asystentem w Katedrze Ekologii Lasu. Stopień doktora nauk leśnych uzyskał na Wydziale Leśnym AR w Krakowie w 1994 r. na podstawie rozprawy pt. Reakcja na nawożenie mineralne sadzonek Fagus sylvatica L., Larix decidua Mill., Pinus sylvestris L. traktowanych symulowanymi „kwaśnymi deszczami”, której promotorem był prof. dr hab. inż. Jan Greszta. Od 1994 r. do 2011 r. pracował na stanowisku adiunkta w Katedrze Ekologii Lasu. Habilitował się, z wyróżnieniem, w 2009 r. na Wydziale Leśnym UR w Krakowie w dyscyplinie ekologia lasu, na podstawie dorobku i cyklu publikacji pt. Wpływ składu chemicznego opadów bezpośrednich na drzewostany świerkowe w różnym wieku na przykładzie Zlewni Potok Dupniański. Od 1 stycznia 2012 r. jest profesorem nadzwyczajnym UR w Krakowie.
W latach 2008–2012 pełnił funkcję prodziekana ds. Ogólnych Wydziału Leśnego UR w Krakowie oraz był członkiem 2 komisji Senackich: Nauki (reprezentant Wydziału Leśnego) i Budżetowej (reprezentant NSZZ „Solidarność”) oraz Komisji ds. Nauki na Wydziale Leśnym. Przewodniczył komitetowi organizacyjnemu międzynarodowej konferencji organizowanej przez Wydział Leśny pt. Leśnictwo w górach i rejonach przemysłowych z okazji 60-lecia Wydziału. Prorektor ds. Nauki i Współpracy Międzynarodowej UR w Krakowie na kadencję 2012–2016.

## Zainteresowania naukowo-badawcze
Zainteresowania naukowo-badawcze: określenia stopnia skażenia środowiska; wpływu kwaśnych deszczów i nawożenia na sadzonki drzew leśnych; zintegrowanego monitoringu ekologicznego, a w szczególności chemizmu wód, gleb i roślinności; obiegów biogeochemicznych w małych zlewniach leśnych; biologii, chemizmu i jakości wód w ekosystemach leśnych oraz rewitalizacji zdegradowanych siedlisk świerczyn górskich w Beskidzie Śląskim i Żywieckim.

## Dorobek naukowy
Jest autorem lub współautorem łącznie 186 prac (stan na 17 czerwca 2013 r.), w tym: 85 oryginalnych prac twórczych z których 24 ukazały się w czasopismach z Listy Filadelfijskiej, 23 oryginalnych prac twórczych opublikowanych w materiałach konferencyjnych w tym 17 prac recenzowanych, 1 monografii, 12 innych publikacji naukowych oraz 65 nie opublikowanych opracowań o charakterze ekspertyz. Do ważniejszych można zaliczyć: The effect of „acid rain” and mineral fertilizers on the biometrical features of Larix decidua Mill. seedlings, Water, Air, and Soil Pollution, 88/1–2, 1996; The effect of acid rain and mineral fertilization on the biometrical features of Fagus sylvatica L., Journal of Plant Physiology, 148, 1996 (z J. Gresztą); A quantitative and qualitative changes of precipitation reaching open areas and beech stands in the Ojców National Park (South Poland) in 1997–1999, Water, Air, and Soil Pollution, 130, 2001; Modeling future soil chemistry at a highly polluted forest site at Istebna in Southern Poland using the “SAFE” model, Environmental Pollution, 3, 137, 2005 (z L. Martinsonem i H. Sverdrupem); Throughfall chemistry in a spruce chronosequence in southern Poland, Environmental Pollution 155, 2008 (z A. Astelem); Linear discriminant function analysis in assessment of chemical profiles for Black and White Vistula rivers in “Barania Góra” sanctuary forest area (Poland, Silesian Beskid), Water, Air, and Soil Pollution, 195, 137–149. (z A. Astelem i S. Makowską); Nutrient fluxes in planted Norway spruce stands of different age in Southern Poland. Water, Air, and Soil Pollution, 209, 45–59. 2010 oraz Multiple modelling of water chemistry flows assessed in a mountain spruce catchment, European Journal of Forest Research, 129: 463–473 (z A. Astelem), Spatiotemporal dynamics of spring and stream water chemistry in a high- mountain area. Environmental Pollution 159, 1048–1057, 2011 (z: M. Żelaznym, A. Astelem, A. Wolanin).
Brał udział w 100 krajowych i międzynarodowych konferencjach, sympozjach i seminariach. Wygłosił na 54 konferencjach 64 referaty z czego na konferencjach: zagranicznych 26, na krajowych międzynarodowych 24 oraz przedstawił 15 posterów na krajowych i międzynarodowych konferencjach. Do ważniejszych zaliczyć można: XIX World Congress IUFRO – Kanada 1990; Nutrient Uptake and Cycling in Forest Ecosystems – Szwecja 1993; International Symposium on Vegetation Stress – Niemcy 1995; Acid rain 2000 – Japonia 2000; Forest under changing climate, enhance UV and air pollution – Finlandia 2004; Transformation to continuous cover forestry in a changing environment – Walia 2004; Acid Rain 2005 – Czechy 2005; 10th SCANDINAVIAN SYMPOSIUM ON CHEMOMETRICS – Finlandia 2007; 23rd IUFRO Conference for Specialists in Air Pollution and Climate Change Effects on Forest Ecosystems – Air Pollution and Climate Change at Contrasting Altitude and Latitude – Szwajcaria 2008; IUFRO Conference Adaptation of Forest Ecosystems to Air Pollution and Climate – Turcja; IUFRO Conference – Biological reactions of forest to climate change and air pollution – Litwa 2012.

## Staże naukowe
Odbył 2 staże naukowe: w Lund University (4 miesiące) w ramach Swedish Institute oraz w NISK (9 miesięcy) w ramach NAVF – Norwegian Research Council for Science and the Humanities. Uczestniczył również w 5 szkoleniach naukowych: SUFOR w Lund University w Szwecji; European Environmental Law w Academia Istropolitana Nova, Słowacja; Chemometric aspects of environmental analitytics na Politechnice Gdańskiej; Mountain Ecology and Alpine Ecosystem Management w Szwajcarii oraz Recent Advances in Multi-Way Analysis w Finlandii.

## Członkostwo w organizacjach
Jest członkiem: Komitetu Nauk Leśnych PAN na kadencję 2011–2014; Naukowego Zespołu Doradczego przy DGLP na okres 2008–2012; Przewodniczącym Rady Programowej Acta Agraria et Silvestria series Silvestris – Wydawnictwo Oddziału PAN w Krakowie; Zespołu Redakcyjnego Beskydy wydawanego przez Mendelova Univerzita v Brně; Redaktorem techniczny Monitoring Środowiska Przyrodniczego; Deputy of the IUFRO 7.01.08 – Impact of air pollution and climate change on forests – Hydroecology na 2011–2015; członkiem Rady Naukowo-Społecznej LKP „Lasy Beskidu Śląskiego” na 2009–2012; Rady Zespołu Parków Krajobrazowych Województwa Małopolskiego na 2011–2016. Brał udział w pracach Komisji Rolnictwa i Ochrony Środowiska Gminy Zielonki w kadencji 1989–1992 oraz Komisji Ekologii i Ekorozwoju Sejmiku Samorządowego Województwa Krakowskiego w latach 1996–1998. Jest aktywnym Członkiem: Polskiego Towarzystwa Inżynierii Ekologicznej – od 1995 r.; Polskiego Towarzystwa Leśnego – od 1987 r. (członek Zarządu Oddziału w Krakowie – od 2007 p.o. sekretarza).